# クラナ・ジャヤ駅
クラナ・ジャヤ駅 （クラナ・ジャヤえき、マレー語:Stesen Kelana Jaya） は、マレーシアのクアラルンプールにある、ラピドKL (RapidKL) クラナ・ジャヤ線 (Kelana Jaya Line)の駅である｡

## 歴史
- 1998年9月1日開業

## 駅構造
島式ホーム1面2線をもつ高架駅である。